# Ailyn Pérez

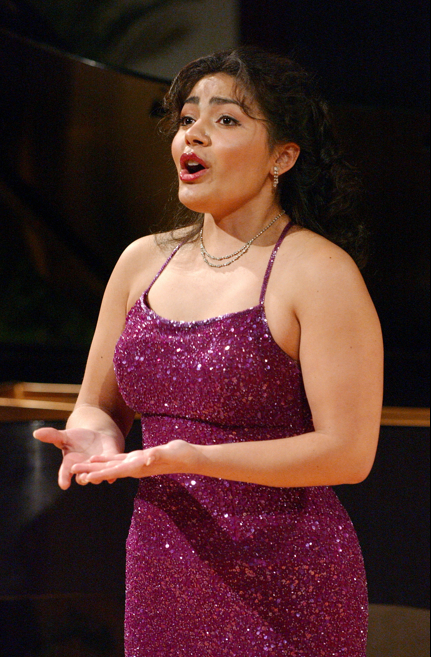
Ailyn Pérez (2013)

Ailyn Pérez (geboren am 15. August 1979 in Chicago) ist eine US-amerikanische Opernsängerin der Stimmlage Sopran.

## Leben und Wirken
Ailyn Pérez entstammt einer mexikanischen Immigrantenfamilie und wuchs in Elk Grove Village (Illinois) auf. Sie studierte an der Indiana University School of Music sowie an der Philadelphia Academy of Vocal Arts, unter anderem bei Martina Arroyo und Virginia Zeani und schloss ihr Studium 2006 ab. Sie ist Preisträgerin verschiedener Wettbewerbe.
2006 absolvierte sie eine Tournee mit dem Tenor Andrea Bocelli. Ihre internationale Karriere führte sie weltweit an führende Opernhäuser, darunter die Metropolitan Opera, das Londoner Royal Opera House, die Lyric Opera of Chicago, die San Francisco Opera, die Cincinnati Opera, die Washington National Opera, die Dallas Opera, die Houston Grand Opera, das Gran Teatre del Liceu, das Teatro Petruzzelli, das Teatro San Carlo und das Moskauer Bolschoi-Theater.
Im deutschen Sprachraum war Pérez an der Staatsoper Berlin, der Deutschen Oper Berlin, der Semperoper, der Hamburgischen Staatsoper, der Bayerischen Staatsoper und am Opernhaus Zürich zu hören. An der Wiener Staatsoper trat sie mehrfach auf, nach ihrem Debüt als  Violetta im Jahr 2010 sang sie dort 2013 Adina in Donizettis L’elisir d’amore sowie 2020 die Titelpartie in Massenets Manon.
Ihr Debüt am Royal Opera Hause gab sie 2011 als Violetta in Verdis La Traviata, am Mailänder Teatro alla Scala debütierte sie 2010 als Amelia in Simone Boccanegra und sang dort weiters Mimi in Puccinis La Bohème, und Elvira in Verdis Ernani. Ihre Paraderolle, Violetta in Verdis La Traviata, verkörperte sie unter anderem am Royal Opera House, am Teatro alla Scala, in Berlin, Wien, München, Hamburg und Neapel.
Pérez gastierte außerdem bei internationalen Festspielen: so zum Beispiel beim Ravinia Festival, 2008 bei den Salzburger Festspielen als Juliette in Gounods Roméo et Juliette und 2013 als Alice Ford in Falstaff beim Glyndebourne Festival Opera.
Als Konzertsängerin trat sie unter anderem in der Carnegie Hall und der Wigmore Hall auf und war zu Gast bei Konzerten von Placido Domingo und José Carreras. Zu ihrem Konzertrepertoire zählt Mozarts Requiem, Verdis Messa da Requiem, das Requiem von Dvořák sowie die Sopransoli im Oratorio de Noël von Saint-Saëns und in der 2. Sinfonie von Mahler. Das Konzert der „Three Divas“ – gemeinsam mit Isabel Leonard und Nadine Sierra – im Jahr 2021 an der Opéra royal du Versailles in der Reihe Met Stars Live in Concert wurde vom Fernsehsender PBS ausgestrahlt.
Pérez arbeitete mit einer Reihe namhafter Dirigenten zusammen, darunter Daniel Barenboim, Mark Elder, John Eliot Gardiner, Jakub Hrůša, Eun Sun Kim, Yannick Nézet-Séguin, Antonio Pappano, Lorenzo Viotti, Michele Mariotti, Carlo Rizzi, James Gaffigan und Stefan Soltész. Es liegen Fernsehaufzeichnungen, Filmaufnahmen (Live-Aufnahmen aus der Metropolitan Opera) und mehrere CD-Veröffentlichungen vor.

## Privates
Ailyn Pérez heiratete 2008 den Tenor Stephen Costello, nach der Trennung im Jahr 2015 wurde die Ehe geschieden. Mit Costello trat sie auch häufig gemeinsam auf und veröffentlichte das Album Love Duets.

## Opernrepertoire (Auswahl)

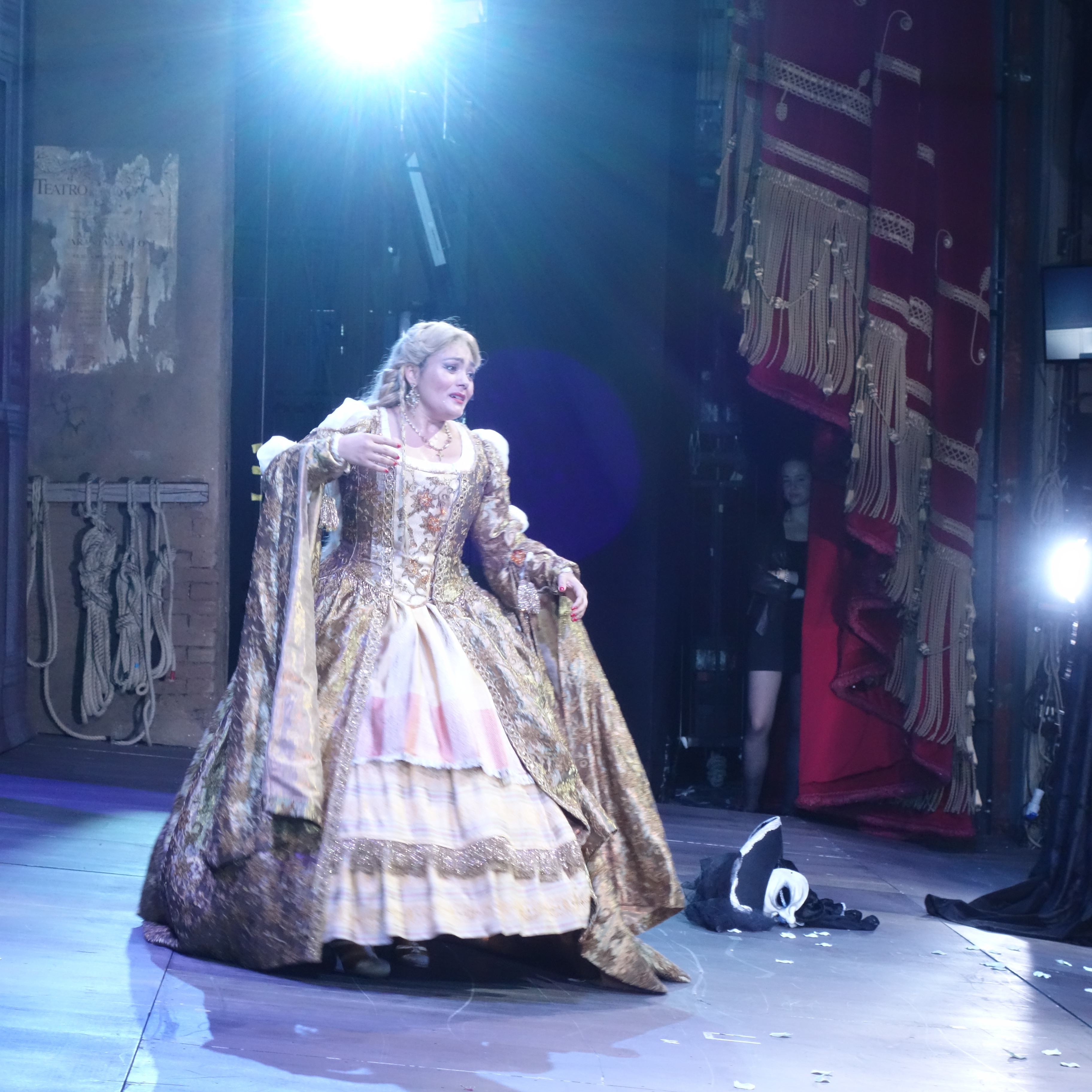
Ailyn Pérez in Ernani an der Mailänder Scala (2013)

- Bellini: Giulietta in I Capuleti e i Montecchi
- Bizet: Micaëla in Carmen, Leila in Les pêcheurs de perles[12]
- Donizetti: Adina in L’elisir d’amore, Norina in Don Pasquale
- Dvořák: Titelrolle in Rusalka
- Gounot: Marguerite in Faust, Juliette in Roméo et Juliette
- Heggie: Tatyana Bakst in Great Scott (Uraufführung)[6]
- Leoncavallo: Nedda in Pagliacci
- Offenbach: Antonia in Hoffmanns Erzählungen
- Puccini: Mimì und Musetta in La Bohème, Liù in Turandot, Titelrolle in Tosca, Magda in La rondine
- Massenet: Titelrollen in Manon und Thaïs
- Mozart: Pamina in Die Zauberflöte,[1] Gräfin Almaviva in Le nozze di Figaro, Donna Anna in Don Giovanni, Fiordiligi in Così fan tutte
- Tschaikowski: Tatjana in Eugen Onegin
- Verdi: Violetta Valéry in La traviata, Gilda in Rigoletto, Desdemona in Otello, Amelia in Simone Boccanegra,[1] Elvira in Ernani, Lucrezia Contarini in I due Foscari

## Preise (Auswahl)
- 2004: 2. Platz beim Wettbewerb der Licia Albanese Puccini Foundation[19]
- 2005: 2. Platz bei der Loren L. Zachary Competition[19]
- 2006: 2. Preis beim Gesangswettbewerb Operalia[1]
- 2006: Preis der George London Foundation[20][21]
- 2012: Richard Tucker Award in New York[1]
- 2016: Beverly Sills Award[22]
- 2017: Martina Arroyo Foundation Award[23]
- 2017: Sphinx Medal of Excellence[24]
- 2019: Opera News Award[21]

## Diskographie
- Poème d’un jour. Mit Iain Burnside, Klavier (Opus Arte; 2013)
- Love Duets. Mit Stephen Costello, BBC Symphony Orchestra, Dirigent: Patrick Summers (Warner Classics; 2014)
- Great Scott. Oper von Jake Heggie und Terrence McNally – mit u. a. Joyce DiDonato, Ailyn Pérez (als Tatyana Bakst), Frederica von Stade, Dallas Opera Orchestra und Chor, Dirigent: Patrick Summers, Uraufführungsproduktion 2015, (CD und DVD, Erato und Warner Classics 2017)
- Mi Corazón. Mit Yang Xuefei (Gitarre), Digitalalbum auf Apple Music und iTune (2019/2020)